# 연구개발특구지원본부
연구개발특구지원본부는 대덕특구 입주기관 종사자 및 그 가족, 입주민의 복지증진을 위한 후생 복지를 위하여 2005년 설립된 복지센터로 대한민국 지식경제부 산하 기타공공기관이었다. 대덕연구개발특구등의육성에관한특별법에 의거 1994년 설립된 대덕전문연구단지관리본부의 부설기관이다. 소재지는 대전광역시 유성구 유성대로 1689번길 69이었다. 2012년 7월 연구개발특구진흥재단으로 개편되면서 폐지되었다.

## 주요기능 및 역할
- 국고지원 없이 자체수입으로 운영되는 독립채산제
- 대덕특구내 종사자(연구원) 및 그 가족의 후생복지시설 운영관리 : 대중 골프장(9홀), 골프연습장(93타석), 스포츠센터(2개소),게스트하우스(80실)등
- 국유재산 위탁 관리 : 종합복지관, 종합운동장 운영관리
- 특구내 “공동직장보육시설” 운영관리(2개소) : 대덕특구어린이집(정원 : 252명), 사이언스신성어린이집(정원 : 300명)
- 대덕특구복지기금 과실사업(원로과학자생활안정금 등) 추진
- 대덕특구 입주기관 조경관리 용역사업
- 기타 복지증진사업 및 관련 수익사업 운영발굴

## 기관 연혁
- 1990년 1월: 한국과학재단 '연구환경조성사업단'으로 발전
- 1992년 12월: 한국과학재단 자회사로 '과학문화(주)' 설립
- 1994년 8월: 민법 제32조 및 공익법인의 설립 운영에 관한 법률 제4조에 의거 '대덕전문연구단지관리본부' 설립
- 1998년 2월: 정부조직법 개편에 따라 '대덕단지관리소' 폐지, 단지관리업무 및 단지홍보업무 등 위탁 수행
- 2005년 9월: 대덕연구개발특구등의육성에관한법률 제46조에 의거 대덕연구개발특구지원본부 부설 복지센터 설립

## 같이 보기
- 대덕연구개발특구
- 연구개발특구진흥재단
- 국제과학비즈니스벨트